# 船津和平工作
船津和平工作（ふなつわへいこうさく）または船津工作（ふなつこうさく）とは、1937年7月7日の盧溝橋事件ののち、急速に悪化した日中関係を打開し、事変拡大を防ぐために、同年8月におこなわれた和平工作。日本の実業家で元外交官の船津辰一郎を通して働きかけたため、その名がある。

## 経緯

### 盧溝橋事件と「現地解決方式」
1937年7月7日夜半、北平（北京）の南西約20キロメートルにある盧溝橋で日本軍（帝国陸軍支那駐屯軍）と中国軍が衝突する盧溝橋事件が起こった。翌7月8日、中国共産党は中国国民に対日全面抗戦を呼びかけ、一方、日本の陸軍参謀本部は、同日、事件が拡大することを防ぐため、現地軍に対し、進んで兵を用いることは避けよとの命令を発した。
7月9日には事実上の停戦状態になったものの、7月10日には蔣介石の南京国民政府が日本に対し抗議の意を表明した。事変の拡大に積極的であったのは、中国では共産党、日本では関東軍であった。
日本側は、これまで同様の事件が起こったときに用いられてきた「現地解決方式」(事件の解決を正規の外交交渉に委ねることはせず、現地軍が地方政権を相手に交渉して解決するやり方）によって処理しようとした。満洲事変後の塘沽協定（1933年5月）にしても藍衣社テロ事件後の梅津・何応欽協定（1935年6月）にしても、この手法を用いて解決が図られてきたのである。本来は偶発的な要素の強い盧溝橋事件にあっても同様の方式が採用され、日本軍の出先機関と冀察政務委員会（委員長宋哲元）および国民党第二九軍（軍長宋哲元）のあいだで交渉がなされた。日本側の停戦条件は軍中央の指示を受けたものであり、戦闘では中国側の被害の方が大きかったにもかかわらず、中国側の陳謝などが条件に盛り込まれた。その結果、7月11日には北平特務機関長の松井久太郎大佐と第二九軍副軍長の秦徳純とのあいだでいったん停戦協定が結ばれた。
しかし、日本政府はその日、事件が中国側の計画的な武力抗日活動であると非難し、この紛争を「北支事変」と称して内地・朝鮮・満洲からの増援軍の派遣を決定したのであった。陸軍参謀本部の石原完爾作戦部長は事変については不拡大派であり、増派については否定的見解をもっていたが、国民政府中央軍が中国大陸を北上中であるとの情報に接し、居留民と現地軍の安全のためには派兵やむなしとして、これに同意したのである。陸軍大臣の杉山元は、昭和天皇に対し、「事変は1か月くらいで片付く」という見通しを示したといわれる。その後、現地での停戦協定成立の報告が伝えられ、内地からの派兵は保留となったが、朝鮮・満洲からの増派は実行に移された。この決定は、逆に中国側をおおいに刺激した。

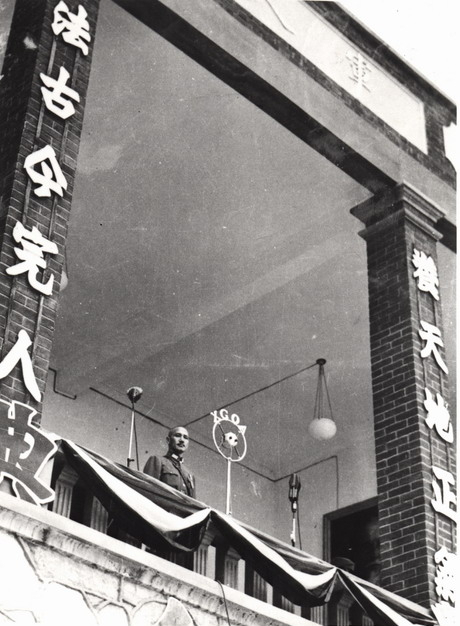
「最後の関頭」演説をする蔣介石（1937.1.17）

蔣介石が盧溝橋事件のことを聴いたのは江西省の盧山においてであった。蔣は何応欽に部隊の編制を急がせ、華北の要地への出動を命じ、さらに前線に向けて100個師団の部隊を用意するよう指示した。そして、共産党の周恩来と会談したのち、7月17日、同地で「我々は弱国である以上、もし最後の関頭に直面すれば、国家の生存を計る為全民族の生命を賭するだけのことである」で始まる「最後の関頭」演説をおこない、なおも和平の努力は継続するも、もしそれが叶わないのであれば死力を尽くして抗戦するほかないという決意を明らかにした。ただし、南京国民政府内部では、事変の拡大を望まず、できる限り早い停戦を求める声も多かった。
蔣介石は7月19日、(1)中国の主権と領土の不可侵、(2)河北省における行政組織の不当な変更の禁止、(3)国民政府の地方官吏の日本の要求による不変更、(4)第二九路軍は何ら制限を受けないことを骨子とする時局解決のための4条件を掲げ、日本が侵略行為をやめて4条件に合意するならば、交渉に応じる用意があることを示し、逆に日本が軍事行動をここで中止しなければ、勝算はなくとも日本に抗戦する覚悟であることを表明して、国民の奮起を求めた。そして、蔣介石政権は現地停戦協定は中央政府の承認を要すべきであるとの見解を示し、国家主権に違背する現地協定は無効であると宣言した。これは、従来日本側が採用してきた「現地解決方式」の明確な否定であり、ここにおいて、国民政府は満洲事変の轍を踏まない決意を表明していたのである。
7月20日、第1次近衛文麿内閣は閣議をひらき、3個師団の動員を決定した。ただし、早急な派兵は見合わせていた。ところが、7月25日になって北平・天津地域において日中両軍の軍事衝突が再発すると、27日、3個師団の増派が実行に移された。7月28日、日本軍が華北一帯で総攻撃を開始し、ついに戦争は全面化したのであった。翌7月29日、日本軍が天津を占領し、市内の南開大学は空爆と砲撃によって破壊しつくされた。

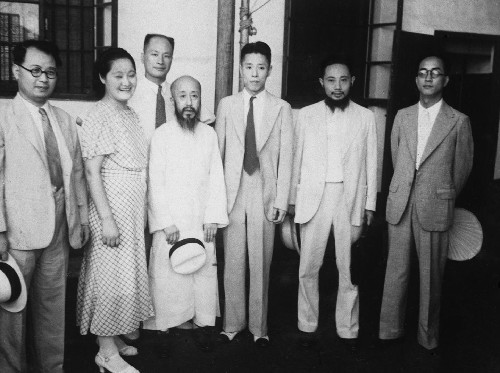
保釈された「救国七君子」（1937.7.31）

激しさを増したのは中国側も同じであった。7月25日、北平・天津間で切断された電線を修復直後の日本軍部隊が国民党軍から銃撃を受けたとされる廊坊事件が起こり、7月26日、北平在住の日本人を保護するために事前通告ののち日本軍の一部が城内に入ったところ城門が閉ざされ、城壁上の中国兵が日本軍に射撃を加える広安門事件が起こった。7月29日には、冀東防共自治政府の所在地であった河北省通州で日本の警備隊が北平に移動した不在時に、中国人の保安隊が反乱を起こし、日本人居留民約150人（資料によっては223人）を虐殺する通州事件が起こっている。
7月31日、蔣介石は和平は絶望的であり、徹底抗戦しかないことをあらためて表明したうえで、収監中の「救国七君子」を保釈した。これにより、それまで蔣介石の姿勢に懐疑的だった中国人の多くも蔣が抗日を決意したことを確信したのである。

### 拡大派と不拡大派
盧溝橋事件後、陸軍内部にあっては、この事件を奇貨として中国の抗日姿勢に一撃を加え、日本の華北での地位を確固たるものにせよとの声が陸軍省や参謀本部からも上がり、また、関東軍からも朝鮮軍からも、華北出兵の準備があるとの報告が入った。当時の陸軍には、満洲事変以来の中国側の対応からして、中国は日本の武威をもってすれば容易に屈服するであろうという「対支一撃論」の見通しをもつ一派があり、彼らは「拡大派」と呼ばれた。彼らは来るべきソビエト連邦との戦争に備えて、後顧の憂いを断つためにも、この機に乗じて中国に出兵し、華北を中央から分離させるといった懸案解決を図るべきとの主張を展開したのである。「拡大派」には、杉山元陸軍大臣をはじめ、陸軍省の田中新一軍事課長、参謀本部には武藤章第三課長（作戦課長）と永津佐比重支那課長がいた。「拡大派」はしかし、当初から中国との全面戦争を考えていたわけではなかった。彼らは戦場を華北に限定することが可能であると考えていたのであり、そこで一撃を加えれば中国を屈服させることができるという、きわめて楽観的な見通しに立っていたのである。
それに対して、「不拡大派」には、参謀本部参謀次長の多田駿、石原莞爾第一部長（作戦部長）、河辺虎四郎第二課長（戦争指導課長）、陸軍省では柴山兼四郎軍務課長がいた。彼らは、対ソ戦準備のためにはむしろ今は満洲国育成のために力を注ぐべきであり、中国との衝突は極力回避すべきであると主張した。そしてまた、中国の抗戦力には軽侮しがたいものがあって、中国との武力衝突が全面化すれば、必ずや紛争は泥沼化し、その間隙を突いてソ連が軍事介入する危険がおおいにあり、そうした事態は避けなければならないという考えに立っていた。
「不拡大派」の中心人物は参謀本部の石原作戦部長であったが、石原が「拡大派」を説得しようとしたとき、彼らに、自分たちは満洲事変における石原をこそ模範としているのだと逆襲されて色を失ったという逸話がのこっている。

### 和平の試み
日中戦争の全面化の過程において、日本は中国にさまざまな威圧を加えた。7月11日、第1次近衛内閣が事件を「北支事変」と称し、政府声明を発表したのも、その現れだったのである。その日の夜9時すぎ、近衛文麿首相は、政界のみならず財界、マスメディアの人士を100名近くも首相官邸に招待し、3回に分けて彼らに協力を要請し、挙国一致の姿勢を示して中国を圧伏しようとした。近衛はその場で「中国に反省を促すために派兵」すると述べた。派兵の決定そのものが心理的な威圧をねらったものだったのである。
一方、日中戦争の全面化に対し、交渉を通じた事態収拾の試みがなされなかったわけではなかった。そのなかには、近衛首相自身の人脈によるものもあった。たとえば、近衛は政界浪人の秋山定輔を仲立ちとして、宮崎滔天の子息宮崎龍介（当時、衆議院議員）を中国に派遣して、蔣介石と直接連絡をとろうとした。宮崎は7月23日に東京を出発したが、陸軍憲兵隊に情報が漏洩し、翌24日神戸で憲兵隊に拘束されてしまい、この工作は失敗に帰している。
近衛文麿自身が南京に渡る案もあった。7月12日、石原完爾は内閣書記官長の風見章に、近衛首相が南京に乗り込み、蔣介石と直談判してほしいと申し入れた。これを聞いた近衛は体調不良であったにもかかわらず、看護師を引き連れてでも南京に行きたいとの希望を示したという。しかし、風見書記官長は、仮にもし首脳同士が合意に達しても日中両軍ともにその統制に関しては信を置くことができず、そのため合意が実行できないという可能性もあり、そうなれば事態はいっそう紛糾の度を深めるであろうとの判断を示し、首脳会談の実施に反対した。近衛は風見の意見に同意し、代わりに広田弘毅外務大臣の南京派遣を提議した。風見は広田にその旨を打診したものの、結局はうやむやになってしまった。
西園寺公望の孫で近衛の側近であった西園寺公一も7月下旬に上海に渡り、蔣介石一派に近い浙江財閥系の要人と接触したが、事変が上海に飛び火したことにより、成果を挙げることができなかった。

### 船津工作

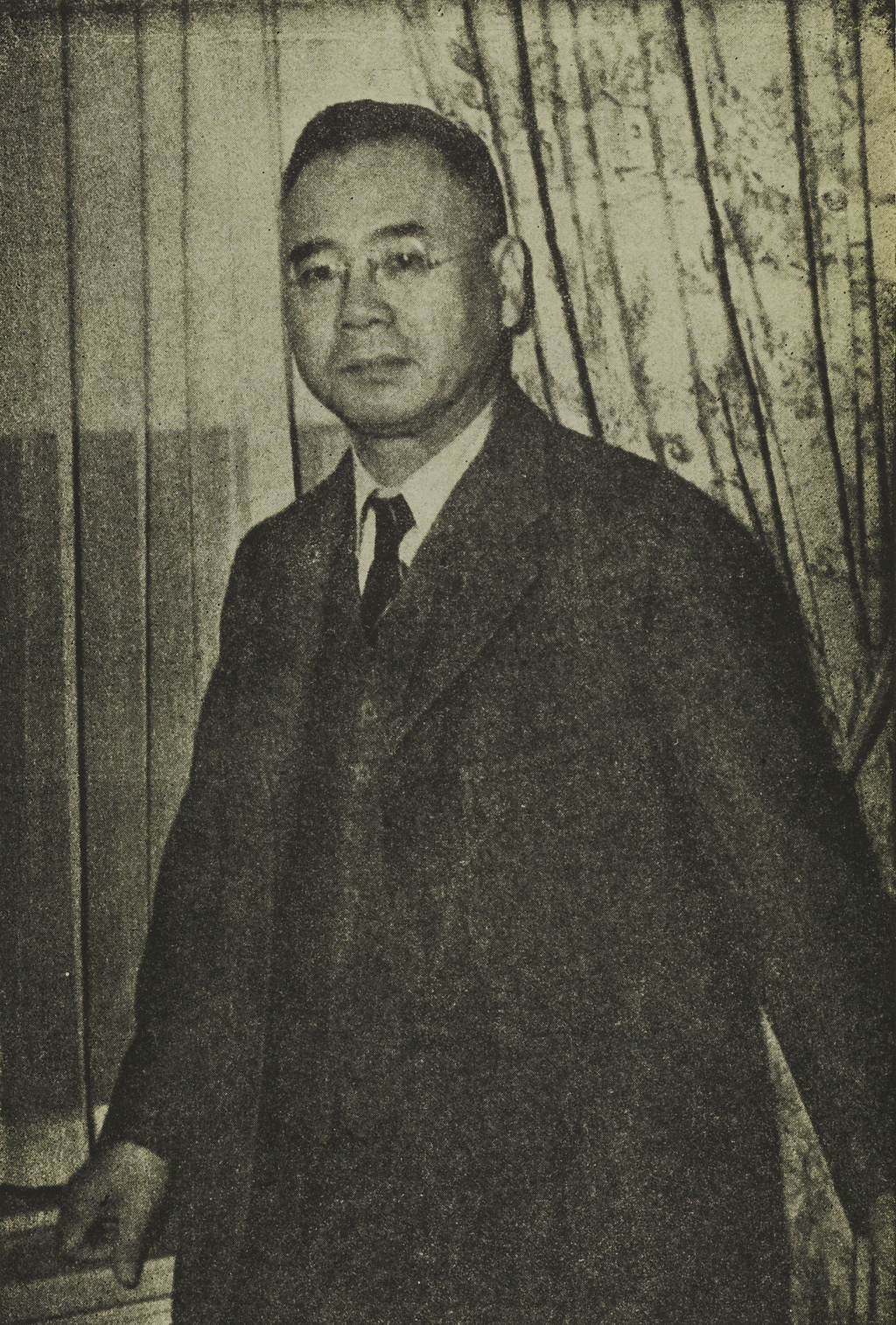
石射猪太郎

華北一帯での武力展開ののち、日本軍が北平・天津地域を攻略して事態がいったん小康状態へ向かったとき、外務省の石射猪太郎東亜局長の提案になる解決試案が7月30日から外務省東亜局と帝国海軍のリーダーシップのもとで取り上げられた。これは、陸軍参謀本部の石原完爾作戦部長が昭和天皇に拝謁した際、外交交渉による解決を上奏したことをきっかけにしたものであった。天皇は外交交渉による解決を検討するよう近衛首相に示唆した。これを受けて陸軍省軍務局の柴山兼四郎軍務課長から石射東亜局長にあてて外交解決案作成の要請をおこない、以後、石射、外務省、陸軍、海軍の関係者間で協議・調整が進められた。石射はこの協議の中心人物として停戦条件案をまとめ、また、かねてから用意していた全般的国交調整案とを併行して試みることとしたのである。これは、日中戦争の全期間を通じ、最も真剣かつ寛大な条件による政治的収拾策であり、8月初めにまとまり、昭和天皇もこれに同意し、その結果、連日の陸・海・外三省首脳協議をへて、8月4日の四相会談で決定されたものである。
停戦条件案の内容は以下のとおりであった。
これらは、日本側からすれば、塘沽協定をはじめとする諸協定および冀察・冀東両政府の解消、非武装地帯での南京国民政府の行政権の承認といった大胆な譲歩を含み、1936年8月11日の「第二次北支処理要綱」の延長上にある条件であった。
また、全般的国交調整案は以下のような内容であった。
以上をそれぞれ骨子とし、これとは別に中国に対する経済援助と治外法権の撤廃も考慮された。この両案は日中戦争中の和平提案としては、思い切った譲歩を含み、満洲国の不問を除けば1933年以後、日本が華北で獲得した既成事実の大部分を放棄しようとする穏当な条件案であった。ただし、穏当であったがゆえに、この条件案は関係者以外に対しては極秘事項とされたのである。
この条件案は中国国民党側からも信頼されていた元上海総領事で在華紡績業連合会理事長の船津辰一郎に託され、船津を通して中国に働きかけたためたため「船津工作」と呼ばれる。この重大な役割を委ねられた船津は、帰国中の妻が重体であったにもかかわらず、その任務を引き受けた。長年にわたって中国各地で領事の職を経験した船津が起用されたのは、ひとつには軍部とくに陸軍出先の監視や妨害をかいくぐって中国側の有力者と接触し、中国側から停戦を申し出させるということをねらいとしていた。この工作の性格は、一私人を介して和平条件を非公式に伝え、柔軟に交渉を進めようとする、いわば「裏面工作」であった。このことはまた、見方を変えれば、日本政府が現地軍の行動を必ずしも統制しえていないことを逆証していることでもあったのである。

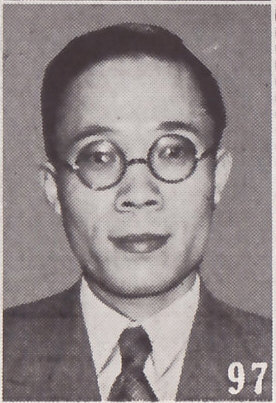
高宗武

船津元総領事は8月4日に東京を出発し、8月7日に上海に到着した。ところが、ちょうどそのとき、盧溝橋事件勃発前から華北に出張していた川越茂駐華大使が上海に戻っており、川越は和平条件については自分から相手に伝えると船津に語ったのである。船津は8月9日には国民政府外交部亜州局長の高宗武と会談し、華北問題を迅速かつ局部的に解決することが得策であると説得したにとどまり、和平条件については川越と高宗武の会談に持ち越された。高は同日午後に川越大使とも会談し、私人による柔軟な交渉という当初構想からは少しずれたものの、交渉自体は順調に進んでいくかに見えた。
しかし、同日の夕刻、上海で海軍特別陸戦隊中隊長であった大山勇夫中尉が自動車で虹橋飛行場付近を視察中、中国人によって射殺される事件（大山事件）が発生すると、事態はにわかに緊迫の度を高めた。船津は各方面を奔走し、平和的解決に向けて中国側の説得に努めたが、8月13日には上海で日中両軍間に交戦が始まり(第二次上海事変)、14日には全面衝突へと発展した。それまで日高信六郎参事官と和平交渉をおこなうなど対日宥和政策を奉じていた国民政府外交部長の王寵恵も従来の政策を放棄して、8月14日、抗日に転じる旨の声明を発表した。船津の和平に向けた努力は無駄に終わった。戦火が上海に及んだことで、華北での事変終結を前提とした和平構想は水泡に帰してしまったからである。